# C1orf49
Protein không đặc trưng C1orf49 (tiếng Anh: Uncharacterized protein C1orf49) là protein ở người được mã hóa bởi gen C1orf49.